# HMS Hindustan (1903)
Pour les autres navires du même nom, voir HMS Hindustan.
Le HMS Hindustan est un cuirassé pré-Dreadnought de classe King Edward VII de la Royal Navy.

## Histoire
À son achèvement en mars 1905, il est d'abord mis en réserve puis le 22 août dans l'Atlantic Fleet à la HMNB Portsmouth. Il est transféré dans la Channel Fleet en mars 1907. Dans le cadre d'une réorganisation de la flotte le 24 mars 1909, la Channel Fleet devient la 2e division de la Home Fleet. L’Hindustan subit un carénage à Portsmouth en 1909 et 1910. Au cours d'un entraînement à la cible en novembre 1911, un obus du Colossus atteint accidentellement l’Hindustan, sans faire de victime.
Dans le cadre d'une réorganisation de la flotte en mai 1912, l’Hindustan et ses sept sister-ships (Africa, Britannia, Commonwealth, Dominion, Hibernia, King Edward VII et Zealandia) sont affectés pour former la 3e escadre de bataille (en). L'escadre est détachée en Méditerranée en novembre en raison de la première guerre balkanique ; il arrive à Malte le 27 novembre 1912 et participe à un blocus par une force internationale du Monténégro et à une occupation de Scutari. L'escadre retourne au Royaume-Uni en 1913.
Le 29 juillet 1914 il est à Portland et remonte le Channel vers le détroit de Douvres comme le relate dans son journal Gower Robinson , mousse à l’époque sur l’Hindustan . 
Au déclenchement de la Première Guerre mondiale en août 1914, la 3e escadre de bataille, alors sous le commandement du vice-amiral Edward Eden Bradford, est affectée à la Grand Fleet et basée à Rosyth et soutenue par cinq cuirassés de la classe Duncan. Elle accompagne les croiseurs de la Grand Fleet dans la Northern Patrol. Le 6 août, au lendemain de la déclaration de guerre de la Grande-Bretagne à l'Allemagne, des éléments de la Grand Fleet sortent pour inspecter la côte norvégienne à la recherche d'une base navale allemande violant la neutralité norvégienne. La 3e escadre soutient à distance l'opération. Aucune base de ce type n'est trouvée et les navires retournent au port le lendemain. Le 14 août, les navires de la Grande Fleet font des exercices de combat avant d'effectuer une patrouille dans la mer du Nord plus tard dans la journée et jusqu'au 15 août. Pendant les ratissages de la flotte, elle et ses sister-ships sont souvent à la tête des divisions des cuirassés, où ils peuvent protéger les cuirassés en surveillant les mines ou en étant les premiers à frapper. Le 2 novembre 1914, l'escadre est détachée pour renforcer la Channel Fleet et est rebasée à Portland. Elle revient au sein de la Grand Fleet le 13 novembre 1914.
Le 14 décembre, la 1re escadre de croiseurs de bataille, la 2e escadre de bataille et les croiseurs et destroyers qui les accompagnent quittent le port pour intercepter les forces allemandes se préparant à faire un raid sur Scarborough, Hartlepool et Whitby. Aux premiers rapports de contact avec les unités allemandes dans la matinée du 16 décembre, le commandant de la Grand Fleet, l'amiral John Jellicoe, ordonne à Bradford de diriger la 1re escadre pour soutenir les navires en contact à 10 h. Quatre heures plus tard, ils rencontrent les 1er et 4e escadres de bataille, en route depuis Scapa Flow, mais ils ne parviennent pas à atteindre la flotte allemande avant que celle-ci ne se retire. La Grand Fleet reste en mer jusqu'à la fin du 17 décembre, date à laquelle la 3e escadre de bataille a l'ordre de retourner à Rosyth. L'escadre rejoint la Grand Fleet pour un autre balayage dans la mer du Nord le 25 décembre. La flotte retourne à ses ports deux jours plus tard, n'ayant pu localiser aucun navire allemand.
La 3e escadre de bataille prend la mer le 12 janvier 1915 pour un entraînement au tir, naviguant vers le nord et passant à l'ouest des Orcades dans la nuit du 13 au 14 janvier. Après avoir terminé leur entraînement le 14, elle retourne à Rosyth le 15 janvier. Le 23 janvier, les 1re et 2e escadres de croiseurs de bataille sortent pour tendre une embuscade au I. Aufklärungsgruppe, entraînant la bataille du Dogger Bank le lendemain. Plus tard le 23, le reste de la Grand Fleet sort pour soutenir les croiseurs de bataille. Les navires de la 3e escadre partent les premiers et naviguent à toute vitesse pour atteindre les navires de la Force de Harwich, qui ont signalé un contact avec des navires allemands. Les croiseurs de bataille interviennent en premier, et les navires de la classe King Edward VII arrivent vers 14 h, heure à laquelle les croiseurs de bataille ont coulé le croiseur cuirassé Blücher et les navires allemands survivants avaient pris la fuite. La 3e escadre de bataille patrouille la zone avec le reste de la Grand Fleet pendant la nuit avant d'être détachée à 8 h le 25 janvier pour se rendre à Rosyth.
Des éléments de la Grand Fleet prennent la mer à plusieurs reprises au cours des prochains mois. La 3e escadre de bataille patrouille le centre de la mer du Nord en compagnie de la 3e escadre de croiseurs du 10 au 13 mars. Les deux unités repartent en mer pour balayer le centre de la mer du Nord du 5 au 8 avril. Une opération de flotte majeure suit le 11 avril, avec la sortie de l'ensemble de la Grand Fleeet pour un balayage de la mer du Nord les 12 et 13 avril. Les escadres rentrent dans leurs ports le 14 avril pour faire le plein de carburant. Une autre opération de ce type suit le 17 avril, qui n'a également pas permis de trouver de navires allemands. La 3e escadre de bataille retourne à Rosyth tard le 18 avril. La flotte sort de nouveau le 21 avril, retournant au port deux jours plus tard. La 3e escadre de bataille, rejoint par la 3e escadre de croiseurs, patrouille au nord de la mer du Nord du 5 au 10 mai, au cours de laquelle un sous-marin allemand attaque les cuirassés mais ne réussit pas à toucher.
Un autre balayage dans la mer du Nord a lieu du 17 au 19 mai, aucune force allemande n'est rencontrée. La flotte reprend la mer le 29 mai pour une patrouille au sud du Dogger Bank avant de rentrer au port le 31 mai, là encore sans avoir localisé de navires allemands. La Grand Fleet passe une grande partie du mois de juin au port pour préparer l'entraînement, mais les unités les plus modernes prennent la mer le 11 juin pour s'entraîner au tir au nord-ouest des Shetland. Pendant qu'ils s'entraînent, l’Hindustan et le reste de la 3e escadre de bataille, ainsi que la 3e escadre de croiseurs, patrouillent dans le centre de la mer du Nord. Les activités de la flotte sont limitées en juillet, en raison d'une menace de grève des mineurs de charbon, qui commence le 18 juillet et menace l'approvisionnement en charbon des navires de la flotte. La grève se poursuit en août, ce qui conduit Jellicoe à continuer de limiter les activités de la flotte pour préserver ses stocks de charbon. La flotte a peu d'activité en septembre, et pendant cette période, la Grand Fleet commence à prendre la mer sans les navires plus anciens de la 3e escadre de bataille.
Le 29 avril 1916, la 3e escadre de bataille est rebasée à Sheerness et le 3 mai, elle est séparée de la Grand Fleet et transférée au commandement du Nore. L’Hindustan quitte la 3e escadre de bataille en février 1918 quand il sert de navire-mère pour les préparatifs du raid sur Zeebruges et du premier raid sur Ostende et sert de navire de dépôt pour les raids. Il est stationné dans le Swin (Thames) à ce titre jusqu'en mai 1918, il entre en collision avec et endommage gravement le destroyer Wrestler en mai 1918, alors que l’Hindustan n'est pas endommagé. Le 15 mai 1918, l'Hindustan est mis en réserve au Nore et sert de navire d'hébergement pour la Royal Naval Barracks à Chatham Dockyard. Il est placé dans la liste d'élimination à Chatham en juin 1919 et sur la liste de vente en août 1919. Il est vendu pour démolition à Thos W Ward le 9 mai 1921. Il est remorqué à Belfast pour décapage en 1923 et arrive à la Cité de Preston pour démolition le 14 octobre 1923.